# Загінецький парк
Загі́нецький парк — пам'ятка садово-паркового мистецтва, розташована в селі Загінці Деражнянської міської громади Хмельницького району Хмельницької області. 
Площа парку 5 га. Заповідана розпорядженням голови облдержадміністрації від 28.09.1995 року № 67-р.  Перебуває у віданні Деражнянської міської громади.

## Історія
На початку ХІХ століття село Загінці було маєтком графа Еразма Стажинського (1750—1818 рр.) — ротмістра великого коронного та майора народної кавалерії, згодом — польських військ. По смерті власника майнові права набув його син Станіслав Стажинський (1784—1851 рр.) — відомий поет, прозаїк, драматург (відомий більше як Стах Доліва, Стах із Замехова); згодом — Едвард Стажинський (1800—1864 рр.) та його син Болеслав Стажинський (1834—1917 рр.) — бібліофіл, різьбяр та колекціонер. 1912 року Болеслав Стажинський передав Загінці своїй дочці Розі Марії, яка мешкала поблизу Парижа. 1913 року вона продала маєток своїй тітці Марії Браницькій, яка придбала його для свого онука Кароля Радзівіла, — він і став останнім власником Загінець.
Палац у Загінцях, збудований імовірно 1846 року. Зберігся літографований малюнок Наполеона Орди, на якому палац зображений з боку парку, а також дерев'яна різьба невідомого автора, виконана близько 1880 року, на якій показано палац з боку під'їзду.
З боку партера палац був одноповерховим і мав форму дуже видовженого прямокутника. По центру фасаду був розташований портик з трьома півкруглими арками, замкнений трикутним верхом із зображенням герба. У міжвіконних нішах стояли статуї, ймовірно, античного світу. З правого боку виступав ризаліт чи добудова, з лівого — восьмигранна, вища на півповерха від будинку, вежа. Оскільки схил, на якому був збудований палац, був крутим, то з боку парку будівля мала два поверхи. Цей фасад мав три центральні осі, що обіймали плавний ризаліт із виділеним дахом. При ньому було розміщено велику напівкруглу аркову терасу. Найвірогідніше, палац набув необарокових форм ще за Болеслава Стажинського. При цьому над середньою частиною, окресленою фронтонним портиком, був надбудований поверх із трьома заокругленими вікнами. Цю частину будинку вкривав купол, оточений балюстрадою.
Невідомий автор дерев'яної різьби у стислій нотатці до свого твору описав інтер'єр палацу, де перелічив скульптури тогочасного власника дому Болеслава Стажинського, що стояли в його майстерні. Основу палацових колекцій становило давнє зібрання Урбановських з Городця на Волині, привезене на Поділля в 60-70-х роках XIX століття, яке було значно розширене Болеславом Стажинським. За неповними даними, у палацовій галереї було 215 картин, частину яких складали оригінали, а переважну більшість добрі старовинні копії. Окрім них в палаці зберігали коштовну саксонську порцеляну, дуже гарний гобелен епохи Людовіка XVI, гданські шафи XVII століття, велику нумізматична колекція.
Відомою була Загінецька бібліотека, основу якої становила книгозбірня графа Антонія Урбановського з Городця — великого знавця і шанувальника книг. За оцінками дослідників, його книжкове зібрання було одним з найбільших і найкращих на Волині в першій половині ХІХ століття, станом на 1835 рік воно налічувало близько 13 тисяч томів. Болеслав Стажинський для Загінецької бібліотеки збудовав окреме двоповерхове приміщення. У 1896 році бібліотека його стараннями налічувала вже 16 тисяч томів і мала власний екслібрис, в основу якого було покладено герб Доліва.
На малюнку Наполеона Орди було зображено ансамбль Загінецького палацу загалом, тому за ним можна встановити і тогочасний вигляд самого Загінецького парку. Так, парадним фасадом простягався традиційний газон з клумбами квітів. На схилі, що спускався до ставу, був облаштований інший газон із низькими кущами, на який відкривався краєвид з вітальні та тераси. Поблизу височіла оранжерея.
На початку Першої світової війни князь Радзівіл залишив маєток, але за допомогою управителя, шляхтича Яна Яхнаря та лісника Юзефовича переправив залізницею у Париж цінності й бібліотеку. Деякі книги з його колекції сьогодні зберігаються в бібліотеках України. Улітку 1917 року палац було розграбовано.
27 березня 1944 року у парку поховали 35 воїнів, що визволяли Загінці від німецьких окупантів, над захороненням насипали могилу та встановили кам'яний обеліск. У 1955 році ці останки перепоховали у братській могилі районного центру. Натомість, у 1968 році в Загінецькому парку воблаштували меморіал воїнам-односельчанам, які загинули у 1941—1945 роках. Опісля набуття Україною незалежності, неподалік цього пам'ятника селяни встановили обеліск землякам, загиблим від Голодомору 1932—1933 років і жертвам репресій, розстріляним 1937 року.

## Опис
Основу насаджень Загінецького парку складають місцеві деревні породи, а саме: клени звичайний, польовий, ясенолистий; береза повисла, липа серцелиста. Поміж ними деінде зростають поодинокі дерева сосни кедрової європейської (найбільший діаметр стовбура, зафіксований у представниці цієї породи 58,3 см), ялини європейської (найбільша з них завширшки 59,2 см), гіркокаштана звичайного (найбільший діаметр стовбура 84,4 см), модрини європейської (завширшки щонайбільше 64 см). Особливу цінність становить алея липи європейської: вік дерев, висаджених у ній, сягнув верхньої межі довголіття для цієї породи — близько 250 років, при цьому стовбури окремих особин завширшки сягають 1,5 м.